# Mecanism bielă-manivelă

Mecanism bielă-manivelă în motorul cu aburi. Biela primește (5) mișcarea liniară a pistonului și o transformă în rotația roților.

Mecanismul bielă-manivelă transformă mișcarea de rotație în mișcare de translație (mișcare liniară) și/sau invers (viceversa).
Cel mai răspândit mecanism de acest gen se întâlnește în motoarele cu ardere internă.
În acest caz mișcarea de translație liniară a pistonului este transferată către bielă și se convertește în mișcare circulară a arborelui cotit.